# Distrito fitogeográfico del bosque montano

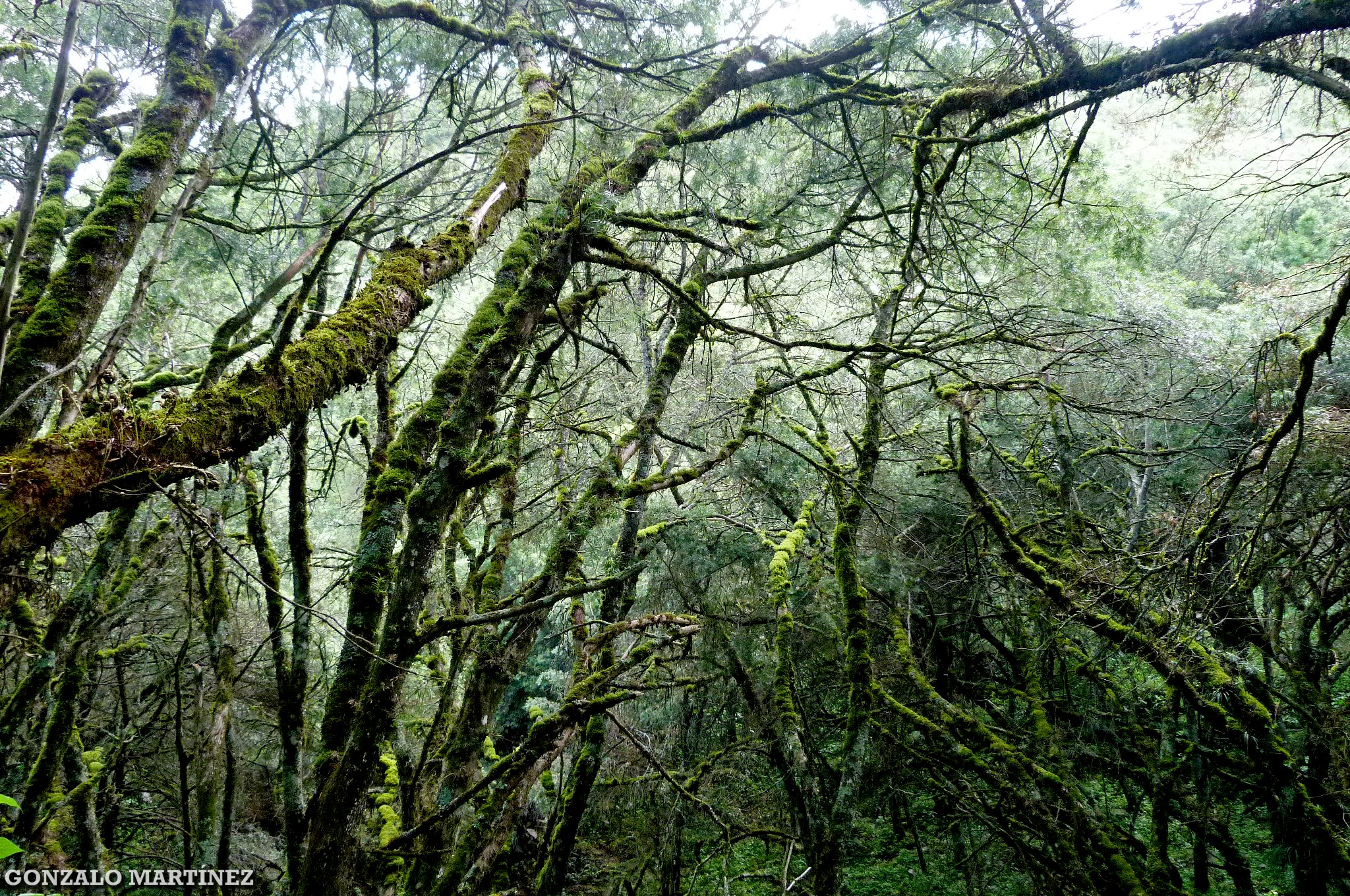
Bosque montano en Las Juntas, provincia de Catamarca, Argentina

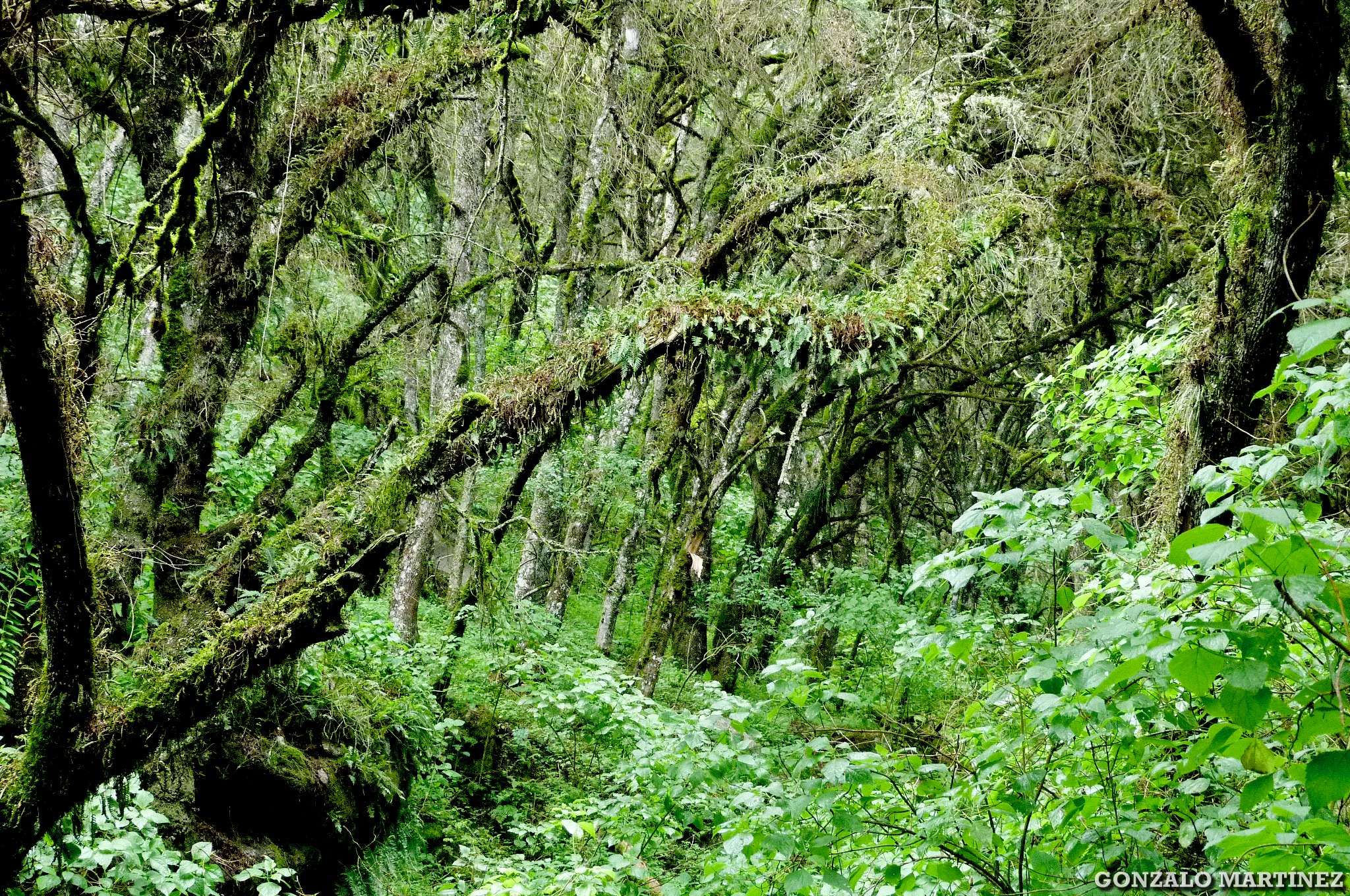
Bosque de pino del cerro (Podocarpus parlatorei) en Catamarca.

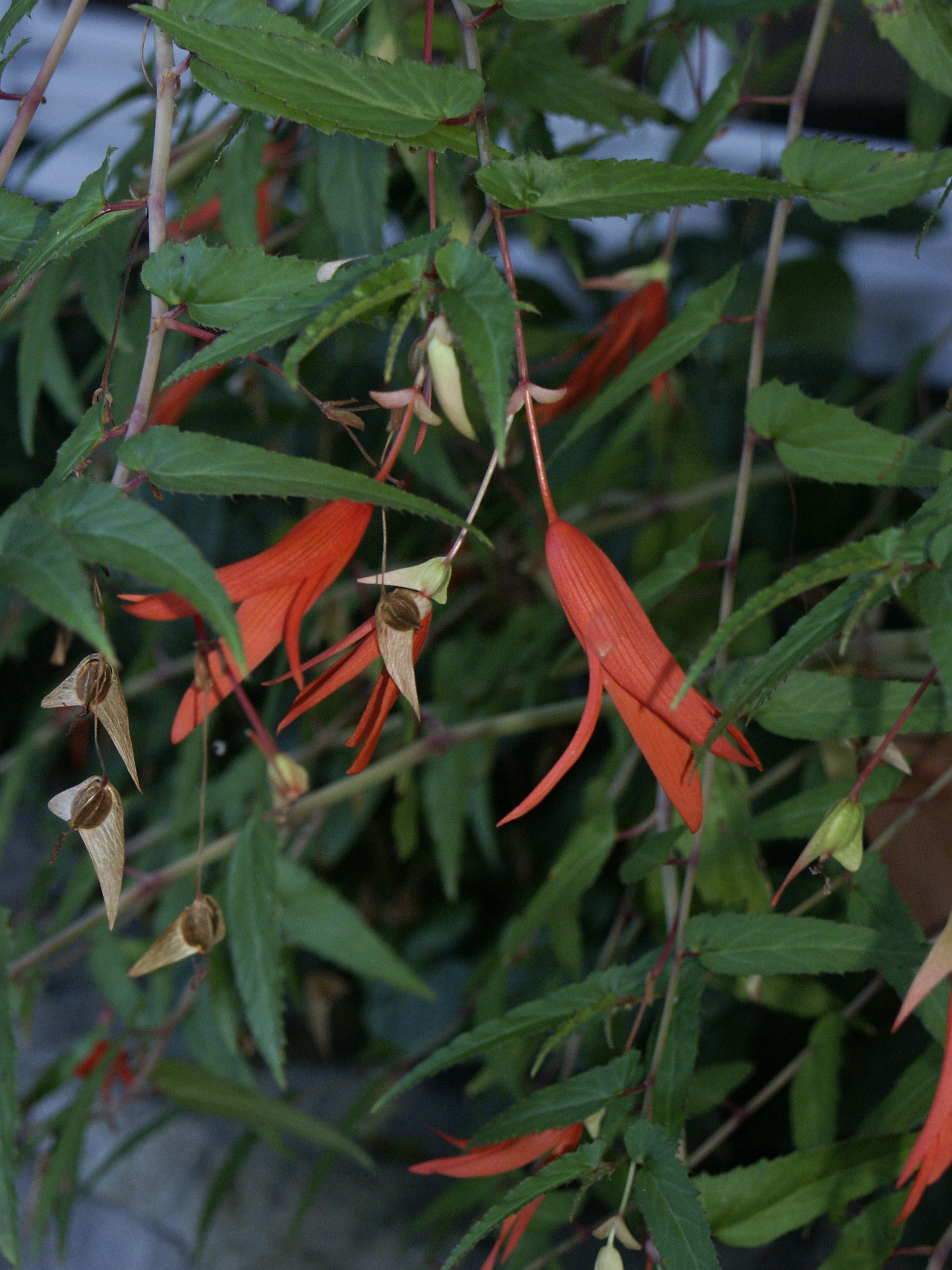
Begonia boliviensis es una hierba común en este Distrito fitogeográfico.

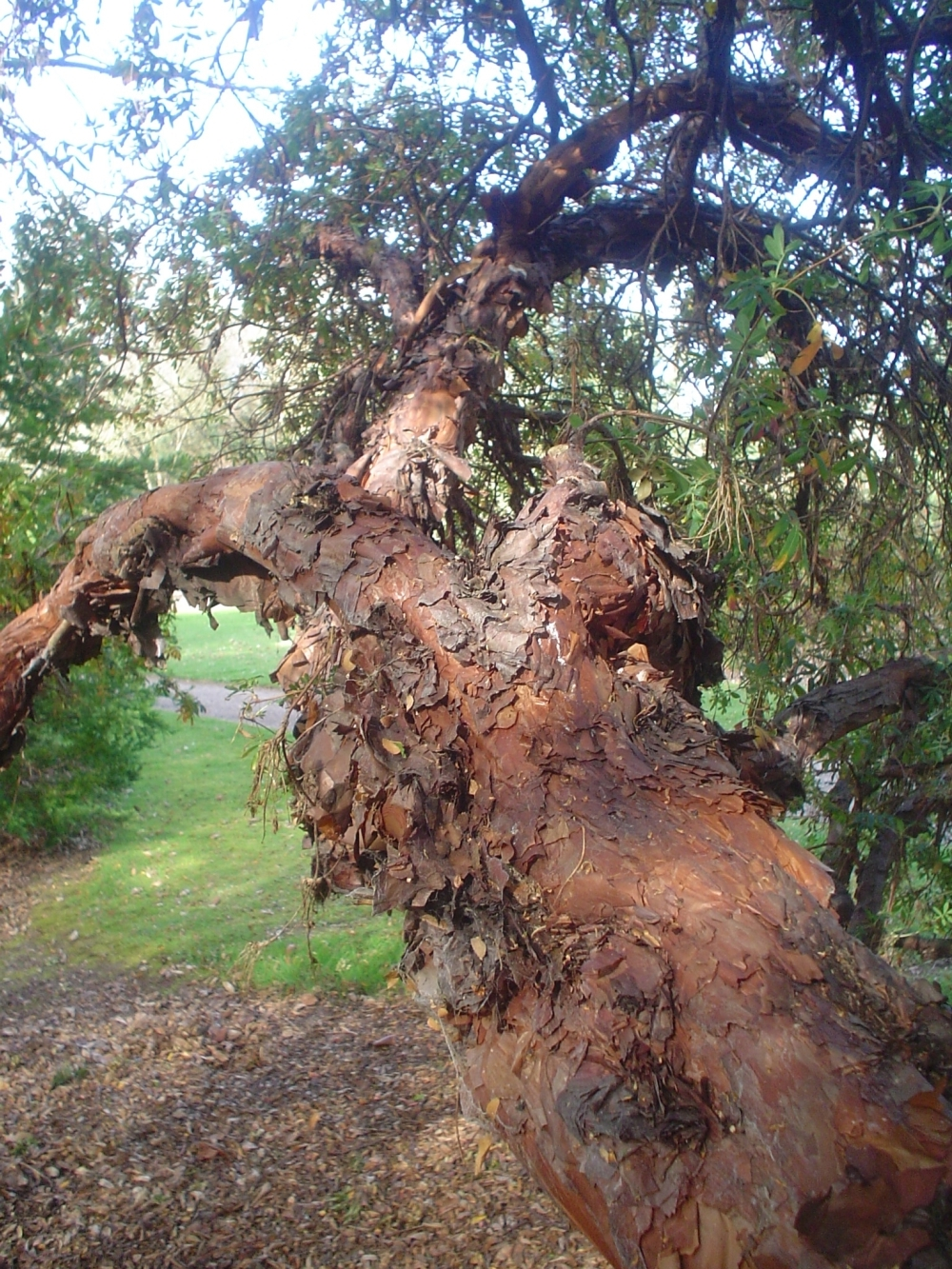
La quéñoa (Polylepis australis), es un árbol característico de este Distrito fitogeográfico.

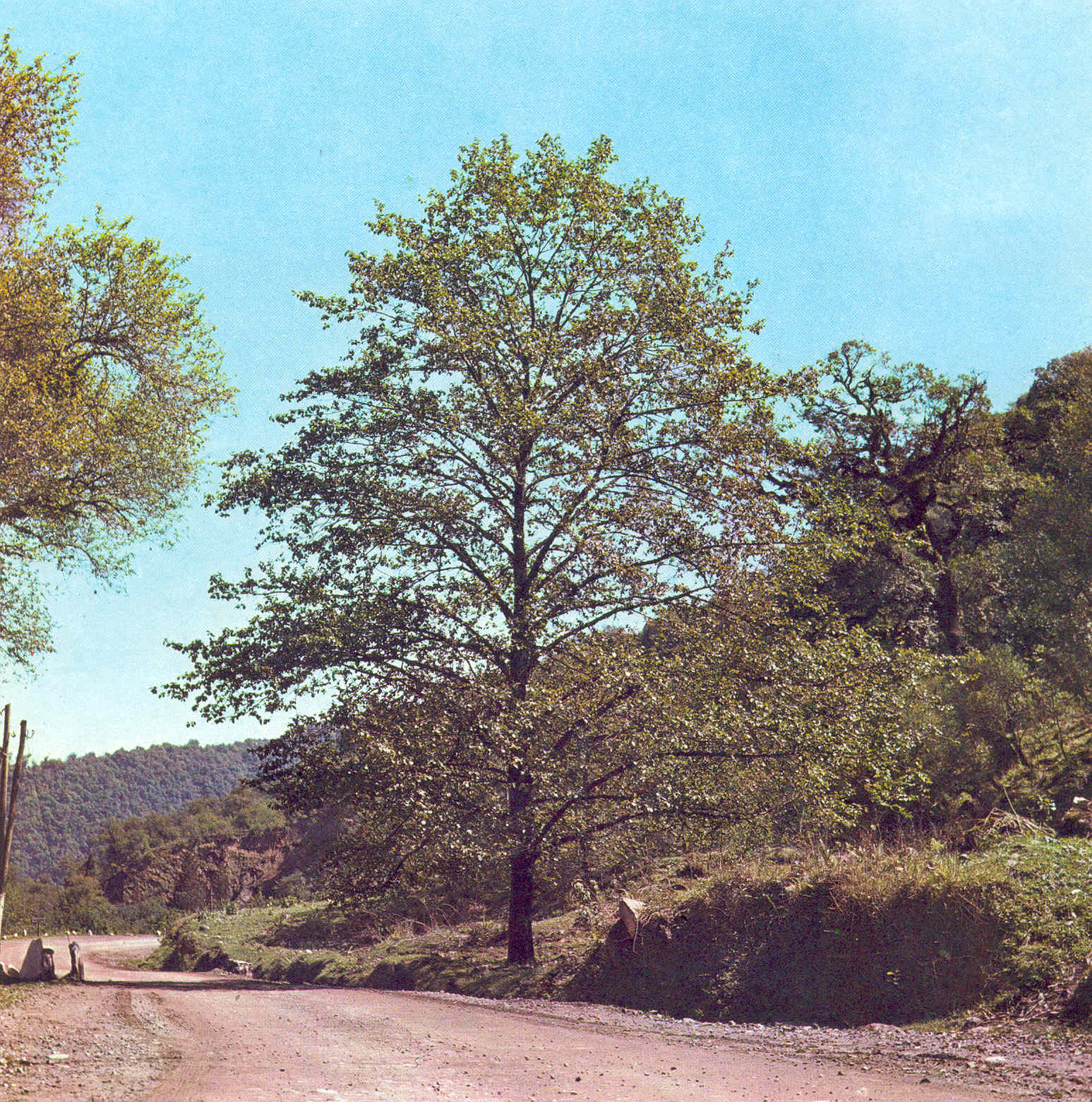
El aliso del cerro (Alnus acuminata), es un árbol característico de este Distrito fitogeográfico.

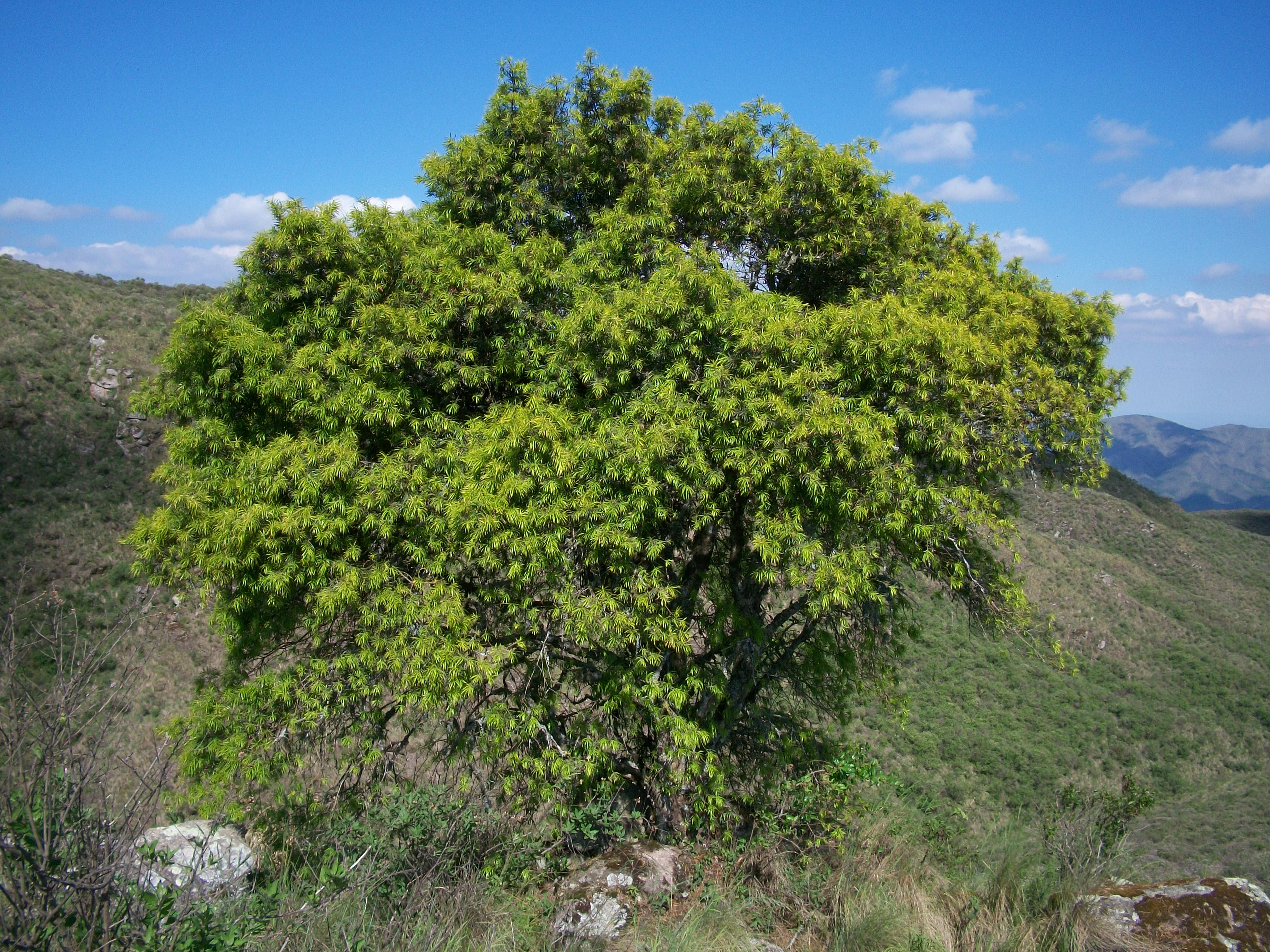
Pino del cerro (Podocarpus parlatorei) en las sierras de Los Pinos, Balcozna, Catamarca, noroeste de la Argentina, a 1750 Es un árbol endémico del Distrito fitogeográfico del Bosque Montano.

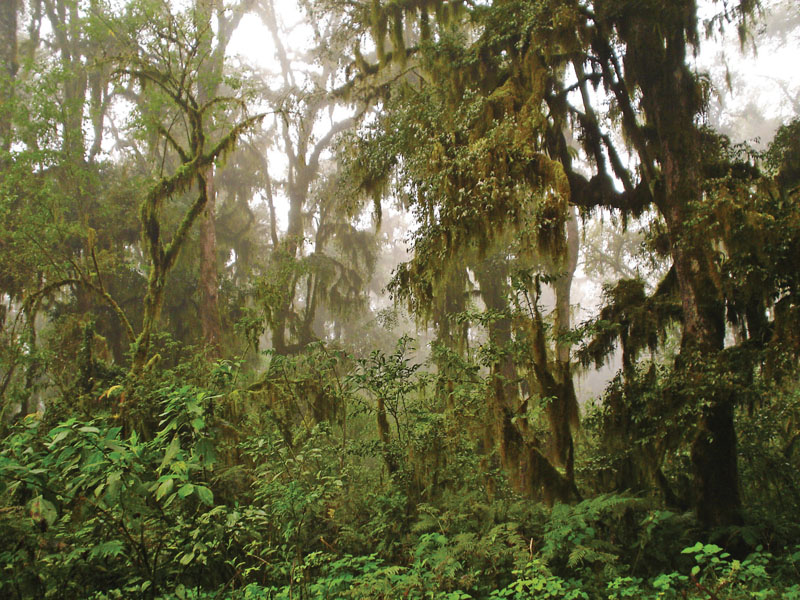
Yungas en la Provincia de Salta, Argentina.

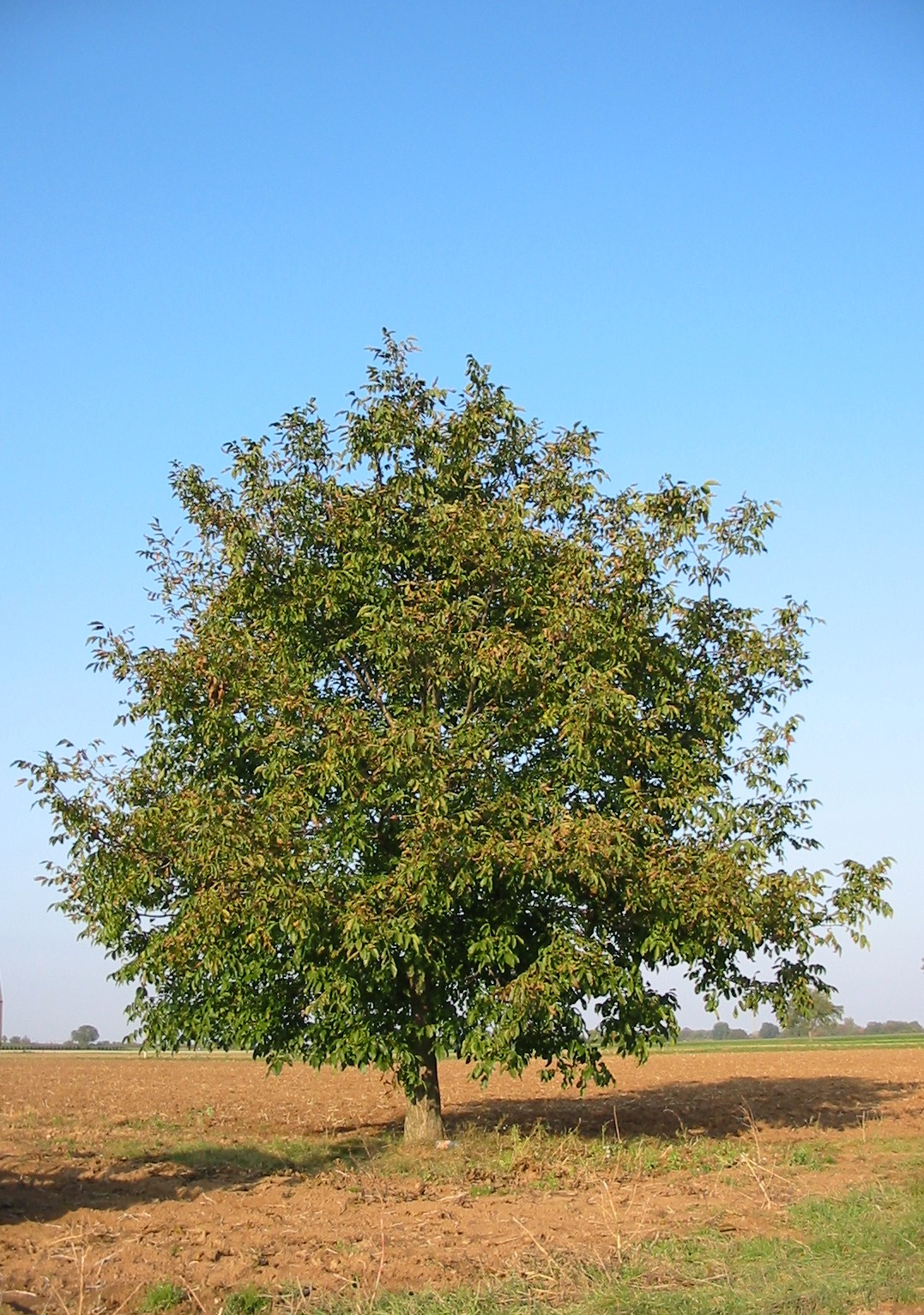
El nogal criollo (Juglans australis) es un árbol que se presenta en los bosques de altitudes inferiores de este Distrito fitogeográfico.

El Distrito fitogeográfico del Bosque Montano es uno de los Distritos fitogeográficos en que se divide la Provincia fitogeográfica de las Yungas. Se ubica en los cordones montañosos orientales del noroeste de la Argentina y el sur de Bolivia, en el centro-oeste de América del Sur en altitudes que parten en 1100 m s. n. m. hasta los 3000 m s. n. m. Incluye formaciones arbustivas, bosques templados de altitud, y pastizales de alta montaña.

## Sinonimia
También llamado: Distrito fitogeográfico de los Bosques Montanos, Región del Aliso y queñoa, y de los prados andinos. En el contexto de la Provincia fitogeográfica: Formación Subtropical, Bosques serranos subtropicales del noroeste, Bosques subtropicales higrófilos, Selva tucumano-oranense, Selva tucumano-salteña, Selva tucumano-boliviana, Selva subtropical tucumano-boliviana, Provincia tucumano-boliviana, Provincia subtropical occidental, Selva subtropical serrana, Selva tucumano-tarijeña, Yungas Andinas, Yungas del Noroeste Argentino, Nuboselva, Provincia Montaneña de Yungas, Yungas en sentido estricto, etc.

## Distribución
Según la clasificación de Ángel Lulio Cabrera, este Distrito fitogeográfico comprende las formaciones vegetales que se extienden de norte a sur como una franja estrecha y entrecortada, ocupando las altas laderas y cumbres sobre la Cordillera Oriental, la precordillera Salto-jujeña, las Sierras Subandinas, y las sierras Pampeanas, en las provincias de: Jujuy, Salta, Tucumán y Catamarca. 
También se desarrolla en el sur de Bolivia, en el departamento de Tarija y en el departamento de Chuquisaca. 
Comienza a manifestarse a altitudes de entre 1100 a 1200 m s. n. m., llegando hasta los 2500 m s. n. m., y cerca de los 3000 m s. n. m. en algunas laderas del norte.

## Límites
Al este limita con el Distrito fitogeográfico de la Selva Montana perteneciente a la misma Provincia fitogeográfica. Al oeste limita con la Provincia fitogeográfica Puneña.

## Afinidades florísticas
Su vegetación muestra afinidades con los bosques Neárticos, y austro-gondwánicos, gracias a antiguas migraciones sobre los ambientes más frescos del cordón Andino. Este Distrito fitogeográfico guarda estrecha relación con el subpiso superior o de las Mirtáceas del Distrito fitogeográfico de la Selva Montana con el cual comparte muchas especies. Los pastizales herbosos de las posiciones a mayor altitud comparten algunas especies con la puna húmeda de la Provincia fitogeográfica Puneña, así como con los pastizales del tope de las sierras dentro del Distrito fitogeográfico Chaqueño Serrano de la Provincia fitogeográfica Chaqueña.

## Características
Es el piso forestal de mayor altitud de las Yungas, y representa el piso ecológico del bosque templado de altura. Comienza a manifestarse en algunas quebradas entre el piso superior o de las Mirtáceas del Distrito fitogeográfico de la Selva Montana, a altitudes de entre 1100 a 1200 m s. n. m., llegando hasta los 2500 m s. n. m., y cerca de los 3000 m s. n. m. en algunas laderas del norte. Sus características difieren notablemente de la foresta inmediatamente inferior; presentando heladas invernales frecuentes, llegando incluso a soportar copiosas nevadas. 
Este Distrito fitogeográfico se caracteriza por presentar fisionómicamente bosques de árboles de entre 8 a 30 metros de altura, intercalados de praderas herbosas y arbustales; en estos bosques dominan géneros ausentes del resto de la Provincia fitogeográfica, y algunos incluso del Cono Sur. Existe una disminución gradual en el número de especies desde el norte hacia el sur.
El paisaje muestra una heterogeneidad estructural a causa de la dinámica del fuego, empleado por las comunidades locales para renovar las pasturas y mantener el control de los procesos de sucesión secundaria, lo cual genera bosques en distintos estadios sucesionales.

## Suelos
El suelo es de reacción ácida, del tipo forestal, con tres horizontes: el humífero, el de tierra vegetal, y el más inferior, el de tierra mineral. Los suelos presentan abundante materia orgánica de detritus vegetales sólo en una angosta capa superficial, la cual se encuentra sobre rocas y rodados geológicamente jóvenes, poco consolidados, lo que redunda en derrumbes frecuentes que dejan, en pocos segundos, laderas completas totalmente desnudas de vegetación, aunque posteriormente la formación clímax se regenera mediante una específica sucesión vegetal.
Los tipos de suelos dominantes son: los Haplumbreptes énticos, con Hapludalfes údicos como subordinado; los subdominantes Ustortentes líticos, con Haplustoles líticos, Argiustoles líticos y roca como subordinados; y Paleoustoles údicos, con Argiustoles údicos como subordinado.

## Relieve
El relieve es montañoso y complejo, de estructura accidentada, con valles angostos y profundas quebradas. Gracias a la notable pluviosidad, se genera en las laderas orientales una intrincada red fluvial, con infinidad de ríos, rápidos, torrentes, y cascadas. 
Constituye un conjunto orográfico estructurado en fajas de cordones serranos, orientados con rumbo sur, pero morfológicamente diferenciados en función del estilo tectónico y litológico particular de cada uno, con alturas decrecientes de oeste a este. 

## Clima
Si bien las condiciones de temperatura y humedad varían en razón de la altitud, latitud, posición en el relieve y exposición de las laderas, el clima es en general templado a fresco y húmedo, con frecuentes neblinas. Sus características difieren notablemente de la foresta inmediatamente inferior; con heladas invernales frecuentes, llegando incluso a presentarse copiosas nevadas. Las precipitaciones, por ser un clima monzónico, ocurren en un 90 % en la temporada cálida: de comienzos de noviembre hasta principios de abril.
Esta región es influida por la depresión ciclónica del Noroeste, lo que genera precipitaciones orográficas estivales, siendo más abundantes cuanto más altas, abruptas, y compactas son las montañas, interceptoras de las corrientes húmedas provienen del lejano anticiclón del Atlántico Sur.
Partiendo desde los 1100 m s. n. m., a medida que se avanza hacia el oeste y aumenta la altitud los tipos climáticos más característicos son: tierra fría media, y finalmente tierra fría alta. 
La temperatura media anual es muy inferior a los otros pisos forestales, llegando a menos de 13 °C en los pastizales de altura del sector austral.

## Especies principales

### En los bosques
Los bosques están compuestos por:
Estrato arbóreoAquí se encuentran el pino del cerro (Podocarpus parlatorei) que podría conformar un estrato emergente de entre 15 y 25 (hasta 30) metros de alto junto con el cedro coya (Cedrela angustifolia) por sobre el dosel de 10 a 20 metros que conforma principalmente el aliso del cerro (Alnus acuminata), pero el pino y sobre todo el cedro solo crecen en la parte más baja del distrito, inmediatamente por encima de la nuboselva subtropical montana, como a modo de transición entre la selva y el bosque propiamente dicho formado por los alisos. Entre las especies que si son típicas, junto al aliso, del estrato del dosel del bosque montano de este distrito, están: el nogal criollo (Juglans australis), el sauco (Sambucus peruviana), las quéñoas (Polylepis australis y Polylepis tarapacana), (Prunus tucumanensis), (Myrrhinium atropurpureum),(Duranta joergensenii), (Ilex argentinum), (Schinus gracilipes), Myrcianthes pseudomato, Myrcianthes callicoma, Rhamnus polymorphus, etc. Como elementos bolivianos se suman Podocarpus glomeratus, Podocarpus oleifolius, Prumnopitys exigua, etc.
Estrato arbustivo o sotobosqueTrichomanes sinuosum, Abatia stellata, Berberis laurina, Eupatorium saltense, Eupatorium lasiophthalmum, Baccharis, Roupala meisneri, Ophryosporus charua, Escallonia montana, Cassia subulata, Chusquea lorentziana, Lepechina graveolens, Tibouchina paratropica, Eupatorium viscidium, Senecio rudbeckiaefolius, Viburnum seemenii, etc.
Estrato herbáceoSelaginella tucumanensis, Selaginella novae-hollandiae, Begonia boliviensis, Begonia rubricaulis,Fuchsia boliviana, Puya spathacea, Oplismenus hirtellus, Adiantum chilense, Jungia floribunda, Asplenium, Senecio yalae, Jaegeria hirta, Oxalis pubescens, etc.
Estrato epifítico y muscinalLos epifitos son abundantes, presentando orquídeas, bromelias, cactáceas, helechos, pero especialmente musgos, líquenes y hepáticas.
Dentro de los bosques de este Distrito se pueden reconocer tres variantes, según su especie dominante, aunque las otras arbóreas también se presentan, pero en un número muy inferior:
- Bosques dominados por el pino del cerro. Se presentan de manera discontinua, en altitudes comprendidas entre los 1000 a 1700 m s. n. m.
- Bosques dominados por el aliso del cerro. Se presentan de manera más continua, en altitudes comprendidas entre los 1400 a 2100 m s. n. m.
- Bosques dominados por la quéñoa. Se presentan de manera discontinua, en altitudes comprendidas entre los 1900 a 2300 m s. n. m., llegando a ascender hasta los 3000 m s. n. m.

### En los prados
A altitudes mayores de 2000 m s. n. m., y bajo un clima templado-frío y subhúmedo, los bosques comienzan a ser reemplazados por los pastizales de neblina o de altura, que alternan con manchones de bosque montano y arbustales. Aún más arriba, conforman comunidades herbáceas puras, las cuales se unen a los 3000 m s. n. m. con la Provincia fitogeográfica Puneña. Para algunos autores esta unidad merecería ser considerada aparte de esta Provincia fitogeográfica pues estaría más relacionada con la del Páramo.
En invierno, a causa de la falta de precipitaciones y de las heladas, su aspecto es triste, de tonos amarillos, como si toda la flora estuviera muerta. En verano, en cambio, con las temperaturas templadas y las lluvias casi a diario, la vegetación toma un tono verde pleno, y todas las especies florecen de manera abundante y con flores llamativas de múltiples colores, semejando jardines cultivados. Su flora es riquísima en especies, la mayoría exclusivas de este ambiente particular. Esta formación se presenta de tres maneras:
- Pastizal con sinusia de arbustos
- Pastizal con sinusia de latifoliadas
- Pastizal puro. Este último es un pastizal alto, cerrado, y con tres estratos. Se desarrolla en las partes media y alta de las laderas, por debajo de 2900 m s. n. m. en las exposiciones N y N-NO, y por encima de dicha altura en todas las exposiciones.

Los prados de altura se componen de: Agrostis, Lamphrothyrsus hieronymi, Hysterionica bakeri, Cosmos peucedanifolius, Baccharis, Spilanthes alpestris, Aspilia, Bidens andicola, Eupatorium macrocephalum, Eupatorium clematideum, Gentiana, Salvia, Zinnia peruviana, Tagetes, Polygala, Amicia medicaginea, Calamagrostis rosea, Lamphrothyrsus hieronymi, Paspalum lineispatha, Chloris distichophylla, Axonopus siccus, Stipa tucumana, Festuca hieronymi, Axonopus siccus, Calceolaria teucrioides, Ranunculus praemorsus, Verbena, Lippia turnerifolia, Stevia, variedades silvestres de la papa (Solanum tuberosum), etc.